# Guadalupe Victoria, Cuauhtémoc
Guadalupe Victoria är en ort i Mexiko.   Den ligger i kommunen Cuauhtémoc och delstaten Chihuahua, i den nordvästra delen av landet, 1 300 km nordväst om huvudstaden Mexico City. Guadalupe Victoria ligger 1 977 meter över havet och antalet invånare är 554.
Terrängen runt Guadalupe Victoria är platt norrut, men söderut är den kuperad. Runt Guadalupe Victoria är det mycket glesbefolkat, med 5 invånare per kvadratkilometer. Närmaste större samhälle är Cuauhtémoc, 7,3 km väster om Guadalupe Victoria. Trakten runt Guadalupe Victoria består i huvudsak av gräsmarker.